# Opération Cisneros
L'opération Cisneros est le nom de code que les services de renseignement français donnèrent à la tentative du général Franco d'annexion, en 1940-1942 à l'Espagne, de la ville algérienne d'Oran et de son département, alors sous souveraineté française, et dont la population européenne était majoritairement issue de l'immigration espagnole, puisque sur les quelque 400 000 habitants qui la composaient, près de 300 000 étaient d'origine hispanique (la population totale de cette région, y compris l'élément musulman, approchant 1,5 million).
Le contre-espionnage français se référait au cardinal Jiménez de Cisneros, l'archevêque de Tolède qui en mai 1509 avait conquis la ville. Il pensait que celle-ci, une fois aux mains de Franco, se serait désormais appelée Oran-Cisneros.

## Le mouvement africaniste
La défaite militaire de la France en juin 1940 avait redonné vigueur aux vieilles convoitises espagnoles sur ses possessions coloniales d'Afrique du Nord. Puisant dans l'héritage de Charles Quint et de Philippe II, les cercles africanistes de Madrid rêvaient de reconstituer un grand empire d'outre-mer aux dépens du voisin pyrénéen. L'idée impériale germa à la fin des années 1850 en réaction contre le déclin international de l'Espagne. La perte des colonies américaines avait nourri un fort sentiment de rancœur et de frustration au sein des élites espagnoles. On se remémorait la glorieuse épopée du cardinal Cisneros qui avait mené à bien la Reconquête (la Reconquista) jusqu'aux portes d'Oran. 
Dans son discours de réception à l'Académie royale d'Histoire en 1857, l'archiviste et dramaturge Cayetano Rossel avait fixé la mission des nouvelles générations : « Si un jour, [...] la patrie ayant recouvré son ancien pouvoir et son ancienne force, et tous unis par des liens fraternels, nous retournions les armes vers les plages berbères, anoblies par le sang de nos aïeux, vers les plages qu'actuellement ambitionne et peuple une puissance amie, souvenons-nous alors des offenses que nous continuons de recevoir de ces hordes sauvages, souvenons-nous des hautes pensées qu'emmenait à Oran son célèbre conquérant, et que sa foi et son enthousiasme commandent nos drapeaux ».
Le leader conservateur Antonio Cánovas del Castillo, qui fut président du Conseil des ministres à six reprises, était imprégné du même idéal, regrettant que la dynastie espagnole des Habsbourg n'eût point poursuivi la conquête de l'Afrique du Nord. La revue madrilène El Museo Universal témoigna en janvier 1858 d'un climat d'exaltation qui atteignait son paroxysme. L'un de ses chroniqueurs raconta le songe qu'il fit lors d'une promenade dans une abbaye de Tolède : « Il me semblait entendre Cisneros qui me demandait : Où en est mon Oran ? Qui en est le maître aujourd'hui ? Espagnols ! Avez-vous amené vos étendards victorieux jusqu'à l'Atlas ? ».
Les voyageurs espagnols qui visitaient Oran s'en revenaient amers et indignés. Parmi eux, l'avocat républicain Placido Langle n'hésita pas à dénoncer l'héritage dilapidé par « des imbéciles de conseillers royaux » qui décrétèrent l'abandon de la cité en 1792 et « privèrent » ainsi « la patrie de ce riche fleuron de son Empire ». 
Le gouvernement du libéral José Canalejas aurait tenté en 1911 de corriger les erreurs du passé. Un journaliste du périodique français Le Temps assura que Canalejas lui aurait confirmé les prétentions territoriales de l'Espagne sur Oran et sa région connue sous le nom de Oranesado, l'ancienne zone d'influence et de razzias des gouverneurs du préside oranais. L'écrivain Ernesto Giménez Caballero, fondateur de la célèbre Gaceta literaria dans laquelle s'exprima la Génération de 27, contribua à ancrer le mouvement revendicatif au sein des intellectuels. Dans son ouvrage Genio de España, publié pour la première fois en 1932, il l'évoquait en termes épiques : « Toute l'Oranie ! Cette conquête fondamentale de Cisneros, cette conquête sacrée pour notre défense nationale, rêvée et ordonnée par les Rois catholiques, comme unique politique africaine de l'Espagne ».

## La croisade de Franco l'Africain
À l'avènement du régime nationaliste du général Franco, la revendication devint plus pressante. Les idéologues de la Phalange reprirent à leur compte l'idée africaniste. Franco, que son entourage surnommait l'Africain, entreprit de réaliser leur programme. « Comme vétéran des guerres coloniales et descendant de glorieux officiers de maures, Franco ne voulait rien de plus que de voir le drapeau espagnol flotter en Afrique du Nord d'Oran au Maroc », souligne l'historien Wayne Bowen (es). La croisade du caudillo plongeait ses racines dans le testament de la reine Isabelle la Catholique qui préconisait l'occupation de l'Afrique du Nord. Le 17 juillet 1940, à l'occasion du quatrième anniversaire de son pronunciamiento, il déclarait: « Quatre siècles ont passé et ces principes politiques perdurent encore comme une leçon éternelle... Ni nos droits, ni nos ambitions n'ont été prescrits ». Il avait déjà mis en route des moyens militaires. En application d'un programme conçu par la Junte de défense nationale en octobre 1939, il avait massé des troupes d'élite le long de la ligne Pérez, celle du 35e parallèle qui délimitait la frontière du Maroc espagnol et du protectorat français. D'un effectif avoisinant les 90 000 hommes bien équipés, elles étaient prêtes à fondre notamment sur l'Oranie alors distante d'une vingtaine de kilomètres seulement des possessions espagnoles et dont la protection était alors assurée par une armée d'armistice au potentiel limité.
Mais outre l'option militaire, le caudillo disposait de la voie diplomatique pour parvenir à ses fins. Il engagea le dialogue avec les puissances de l'Axe sur la base d'un marchandage. Il leur promit d'entrer dans le conflit mondial à leurs côtés si elles reconnaissaient les droits de l'Espagne sur l'Oranie et la totalité du Maroc. Comme Hitler paraissait soucieux de ménager le régime de Vichy, il essaya d'éluder la question lorsqu'il rencontra Franco à Hendaye le 23 octobre 1940. Chacun attendit de l'autre quelques concessions. Le beau-frère de Franco, Ramón Serrano Súñer qui était son ministre des Affaires étrangères, rédigea un protocole d'accord très africaniste que le Führer rejeta furieusement le 28 octobre. 
Même Mussolini s'emporta contre les prétentions excessives de Franco. Le protocole de Hendaye fut finalement signé le 11 novembre 1940. L'article 5 qui traitait des revendications territoriales était vague à souhait. Il ne comportait aucune liste précise des régions susceptibles d'être annexées. Il stipulait notamment: « Outre la réintégration de Gibraltar à l'Espagne, les pays de l'Axe se déclarent disposés - dans le cadre de la restructuration générale qui se mènera à terme en Afrique et qui sera inscrite dans les traités de paix après la défaite de l'Angleterre - à obtenir que l'Espagne reçoive des territoires en Afrique dans la mesure où l'on pourra indemniser la France avec des territoires d'égale valeur, étant entendu que les prétentions de l'Allemagne et de l'Italie à l'égard de la France demeurent inaltérables ». En contrepartie de ce silence, la date d'entrée de l'Espagne dans la guerre était laissée à la discrétion de son gouvernement. Le 6 février 1941, ne voyant toujours rien venir du côté de Madrid, Hitler relança Franco, le sermonnant à propos de la démesure de ses désirs. Franco lui réaffirma sèchement sa position dans sa réponse du 26 février.
Une campagne médiatique, orchestrée par la Phalange, s'ensuivit. Un ouvrage intitulé Les revendications de l'Espagne paraissait le 2 mai 1941 sous la plume de deux militants phalangistes José María de Areilza et Fernando María Castiella. L'Oranie figurait au cœur du programme. les mots qui y étaient employés retentissaient comme un appel aux armes : « Espagnols d'Oran, le moment est arrivé [...] l'heure de la Libération a sonné [...] Oran est à nous par l'esprit, par la langue, par le sang, par l'économie et par le travail [...] Rien ne pourra arrêter l'irrésistible force des événements. Oran retournera très vite, pour la troisième fois, au sein de la communauté espagnole ». Le réseau institutionnel relaya la pensée des auteurs. Radio-Melilla procéda courant juillet 1941 à la lecture intégrale des pages concernant Oran. Les revues África et Hispanus, des périodiques comme Mundo et El Correo catalan publièrent des articles aux accents impérialistes. L'ambassadeur français François Piétri eut beau protester. La tension ne fit que s'accroître, de sorte que le maréchal Pétain dut intervenir pour rappeler l'intangibilité des frontières françaises lors d'un discours solennel le 15 mai 1941. Les phalangistes ne désarmèrent pas. À titre symbolique, ils composèrent le 20 avril 1942 Desde Rusia (Depuis la Russie), un chant de guerre dont l'un des couplets mentionnait que « le monde entier entendra notre cri de victoire le jour où nous aurons récupéré tout le Maroc et Oran ».

## Oran, une ville sous influence espagnole
En fait Franco comptait essentiellement sur son réseau de partisans qui noyautaient le département d'Oran. Gabriel Lambert, un prêtre défroqué qui fut maire du chef-lieu de mai 1934 à mars 1941, était l'un des plus fidèles adorateurs du caudillo. La majorité des quelque 200 000 habitants le suivaient frénétiquement dans ses prises de position en faveur des nationalistes espagnols. En septembre 1937, il s'était rendu à Burgos à l'invitation de Franco. 
La radio des Insurgés à Séville diffusa le 6 septembre sa déclaration dans laquelle il conviait l'État français à reconnaître leur gouvernement. En soutane noire, coiffé de son inséparable casque colonial, il visita le front de l'Estrémadure. L'hebdomadaire phalangiste Fotos du 2 octobre lui consacra un article dithyrambique. De retour à Oran, il s'érigea en commis-voyageur du franquisme, donnant des conférences qui se terminaient par le vote d'une motion de soutien à Franco. 
Quand fut officialisée la victoire définitive du camp nationaliste le 28 février 1939, il alla, en présence d'une foule enthousiaste, hisser la bandera à la hampe du bâtiment qui abritait, boulevard Charlemagne, une association franco-espagnole. Puis en juillet, il répondit à une nouvelle invitation de ses amis de la péninsule, voyageant notamment à travers l'Andalousie. Le pouvoir colonial l'accusa de mener des activités contraires aux intérêts français. Le régime de Vichy préféra le révoquer de ses fonctions municipales au lieu de le poursuivre devant ses tribunaux.
Le noyau de la lutte irrédentiste se situait cependant dans les locaux du Consulat d'Espagne. Sous la direction de Bernabé Toca y Pérez de la Lastra qui occupait le poste de consul depuis septembre 1939, s'organisait toute une campagne d'agitation et de désordres visant à saper l'autorité de la France sur l'Oranie. D'après ce qui ressort des rapports de police, Toca se comportait en véritable maître du département, ravalant le préfet Louis Boujard dans un rôle servile. « Il convient de traiter les autorités locales comme je le fais moi-même, c'est-à-dire à coups de pied », disait-il le 7 septembre 1940 devant les représentants de sa communauté. Son immunité diplomatique le mettait à l'abri d'une expulsion. Il en abusait au point de multiplier les déclarations publiques annonçant l'arrivée à brève échéance des troupes franquistes dans Oran. Lors d'une réunion en février 1941 à Mostaganem, il prétendit qu'avant mars 1942 l'Oranie passerait sous la souveraineté espagnole.
Le père jésuite José Manresa, un natif de la province d'Alicante, l'épaulait dans sa tâche. Affecté depuis novembre 1939 au consulat en qualité d'attaché, il tenait directement ses ordres du mouvement phalangiste. Il fit circuler parmi la population des pétitions réclamant le rattachement de la région à l'Espagne. Faute d'avoir pu imprimer son propre journal à cause d'une descente préventive de la police chez son imprimeur, il avait recours à des brochures séditieuses éditées au Maroc espagnol et que les gens se passaient de main en main. Le plus gros de sa stratégie reposait sur l'Auxilio social, un organisme caritatif qu'il avait fondé avec Toca et qui, grâce à son quadrillage méthodique de tous les quartiers d'Oran, était capable de mobiliser jusqu'à un millier de miliciens en cas de soulèvement. L'Auxilio social essaima dans huit autres localités du département dont Sidi Bel Abbès, place-forte des supporters nationalistes. L'évêque du diocèse Léon Durand, fervent soutien du maréchal Pétain, se dressa contre Manresa, lui interdisant de célébrer les offices, mais lui laissant le droit de prêcher. Manresa jura que dès que les siens s'empareraient de la ville, il traînerait l'évêque au pied de la statue de la Vierge de Santa-Cruz et le purgerait à l'huile de ricin. Monseigneur Durand gagna finalement le bras de fer. Manresa fut expulsé d'Algérie le 26 février 1942.

## L'échec de l'Opération Cisneros
Le débarquement anglo-américain de novembre 1942 marqua la fin des illusions séparatistes. Malgré les appels de plusieurs ministres qui exigeaient une riposte, Franco louvoya. Il ordonna une mobilisation partielle. Les 150 000 hommes qu'il avait à présent massés sur la frontière des deux Maroc furent uniquement mis en état d'alerte. Les leaders phalangistes se sentaient humiliés, estimant que le seul fait d'entendre des commentaires sur les combats qui se déroulaient à Oran entre Américains et Français donnait à leurs compatriotes la fâcheuse impression qu'on se battait sur leur propre sol. À la même époque, Tomás Garcia Figueras, un proche de Franco, demandait une intervention militaire en Oranie où il craignait la vindicte française contre sa communauté dont il estimait qu'elle subissait un traitement discriminatoire depuis un demi-siècle : « Est-ce que quelqu'un pense que l'Espagne, qui a recouvré ses valeurs au cours de la sanglante croisade nationale, doit abandonner les Espagnols et continuer à regarder avec indifférence l'action violente exercée sur sa propre chair? ».
Les prétentions territoriales de Franco baissèrent peu à peu d'intensité. En août 1943, le consul Toca était remplacé par un diplomate moins vindicatif, Miguel Sainz de Llanos. Le 1er octobre suivant, le gouvernement franquiste annonçait l'état de neutralité de son pays dans le conflit mondial. Mais à Oran, l'agitation persista. Depuis son refuge de Melilla, le père José Manresa dirigeait des réseaux d'espionnage qui le renseignaient sur tout ce qui se passait dans la ville. Le  personnel consulaire se montrait encore très actif dans la collecte d'informations que Manresa s'empressait de communiquer aux agents de l'Abwehr. La menace espagnole plana jusqu'en mai 1945 comme une épée de Damoclès sur les autorités françaises.